# Hilde Holovsky
Hilde Holovsky (* 29. April 1917 in Wien; † 3. Juli 1933 ebenda) war eine österreichische Eiskunstläuferin, die im Einzellauf startete.
Holovsky wurde 1932 und 1933 österreichische Meisterin im Eiskunstlauf der Damen. Sie nahm von 1931 bis 1933 an Europameisterschaften teil. 1932 und 1933 wurde sie Vierte und 1931 gewann sie in St. Moritz die Bronzemedaille hinter Sonja Henie und Landsfrau Fritzi Burger. Noch erfolgreicher war Holovsky bei ihren zwei Weltmeisterschaftsauftritten. 1931 in Berlin wurde sie Vize-Weltmeisterin hinter Sonja Henie und diesmal vor Fritzi Burger. 1933 in Stockholm gewann sie Bronze hinter Henie und der Schwedin Vivi-Anne Hultén.
Holovsky konnte nicht an der Weltmeisterschaft 1932 und an den Olympischen Spielen 1932 teilnehmen, da beide Turniere in Nordamerika stattfanden und ihre Eltern es sich nicht leisten konnten.
Sie war auch eine gute Eisschnellläuferin und erlief in dieser Disziplin 1932 den österreichischen Rekord über 500 Meter.
Holovsky starb am 3. Juli 1933 an einer Blinddarmentzündung und wurde auf dem Wiener Zentralfriedhof bestattet.

## Ergebnisse
| Wettbewerb / Jahr               | 1931 | 1932 | 1933 |
| ------------------------------- | ---- | ---- | ---- |
| Weltmeisterschaften             | 2.   |      | 3.   |
| Europameisterschaften           | 3.   | 4.   | 4.   |
| Österreichische Meisterschaften |      | 1.   | 1.   |